# Actinopyga lecanora
Espèce
Statut de conservation UICN

 DD  : Données insuffisantes
Actinopyga lecanora est une espèce de concombres de mer de la famille des Holothuriidae. Elle est parfois appelée « holothurie caillou ».

## Description

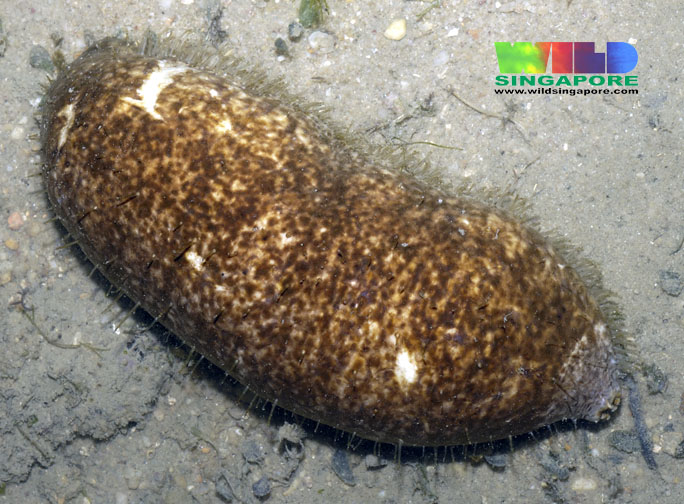
Actinopyga lecanora à Singapour.

C'est une holothurie d'aspect caractéristique, avec un corps grossièrement cylindrique, ventru, légèrement aplati ventralement, épais vers le milieu et effilé aux deux extrémités, où se trouvent la bouche (en position légèrement ventrale) et l'anus. 
Cette holothurie peut mesurer de 20 à 24 cm à l'âge adulte, pour un poids autour de 400 g. Elle est de couleur beige à brun foncé (presque noir) en passant par diverses teintes de brun, unie ou légèrement chamarrée (parfois de taches blanches) ; elle se reconnaît principalement à la grosse tache blanche irrégulière qui entoure toujours son anus, et peut se prolonger sur la face ventrale, beige claire. Le tégument dorsal porte des papilles éparses. Une vingtaine de tentacules buccaux brun-verts rayonnent autour de la bouche, alors que l'anus est entouré par cinq petites dents jaunes, coniques. 
Cette espèce n'éjecte pas de tubes de Cuvier.
Un autre caractéristique de cette espèce est sa capacité à contracter et rigidifier son corps lorsqu'elle se sent menacée ou est manipulée, jusqu'à devenir extrêmement dure : c'est de là que vient son nom vernaculaire d'« holothurie caillou ».

### Caractéristiques squelettiques
La classification scientifique des holothuries passe en bonne partie par l'examen des ossicules. L'holothurie caillou a de ossicules en forme de bâtons massifs au niveau des tentacules (45-450 µm), droits ou légèrement courbes avec les extrémités épineuses ; des rosettes au niveau du tégument dorsal (25-35 µm) ou des rosettes en X (50 µm), et les mêmes en plus petit pour le tégument ventral (20-25 µm). Les podia de la face ventrale portent eux aussi de petites rosettes (20-25 µm), et ceux de la face dorsale des rosettes et des bâtons (65-90 µm).

## Habitat et répartition
Cette espèce est largement répartie dans le bassin Indo-Pacifique tropical, de la Mer Rouge à la Polynésie,. 
Espèce benthique, on la trouve posée sur le fond, principalement dans les récifs de corail, à faible profondeur sur fonds durs et abrités, entre 1 et 7 m de profondeur (parfois jusqu'à 20 m)). C'est une espèce nocturne, qui vit cachée pendant la journée.
C'est une espèce assez rare et discrète, et sa densité de population semble faible.

## Écologie et comportement

### Alimentation
Comme toutes les holothuries de son ordre, cette espèce se nourrit en ingérant le substrat sableux, qu'elle trie grossièrement et porte à sa bouche à l'aide de ses tentacules buccaux pour en digérer les particules organiques. Cependant, sa biologie est encore mal connue.

### Respiration
Le système respiratoire est constitué de deux « arbres respiratoires » qui débouchent dans le cloaque, et qui aspirent et rejettent l’eau d'une manière analogue à des poumons. Les besoins en oxygène des holothuries sont relativement modérés, et leur respiration est lente et irrégulière, ce qui peut s'observer aux contraction de l'anus qui expulse l'eau.

## L'holothurie brune et l'Homme
Cette holothurie est comestible, et est consommée en Asie où elle fait l'objet d'un commerce ; cependant elle est considérée de valeur moyenne. La faiblesse des informations scientifiques sur l'état de sa population n'a pas encore permis à l'UICN de lui attribuer un classement de menace, mais sa pêche fait l'objet d'une régulation dans certains pays.

### Noms vernaculaires
En français, cette holothurie est communément appelée « holothurie caillou » ou plus simplement « le caillou » en Nouvelle-Calédonie. 
En anglais, cette espèce est nommée « stonefish ».